# 19612 Noordung
19612 Noordung je asteroid v asteroidnem pasu. 

## Odkritje
Odkrili so ga na Observatoriju Črni Vrh v Sloveniji 17. julija 1999. Njegova začasna oznaka je bila 1999 OO.
Ime je dobil po Hermanu Potočniku (1892 – 1929), ki je pod izmišljenim imenom Herman Noordung leta 1928 izdal knjigo s podrobnim opisom vesoljske postaje v geostacionarni tirnici. 

## Lastnosti
Asteroid Noordung je najbliže Soncu na razdalji 2,10 a.e., najbolj pa se mu oddalji na 2,67 a.e. Sonce obkroži v 1346,45 dneh ali 3,69 letih. Njegova tirnica je nagnjena na ekliptiko za 5,88 °, izsrednost tirnice pa ima 0,119.